# Camarina

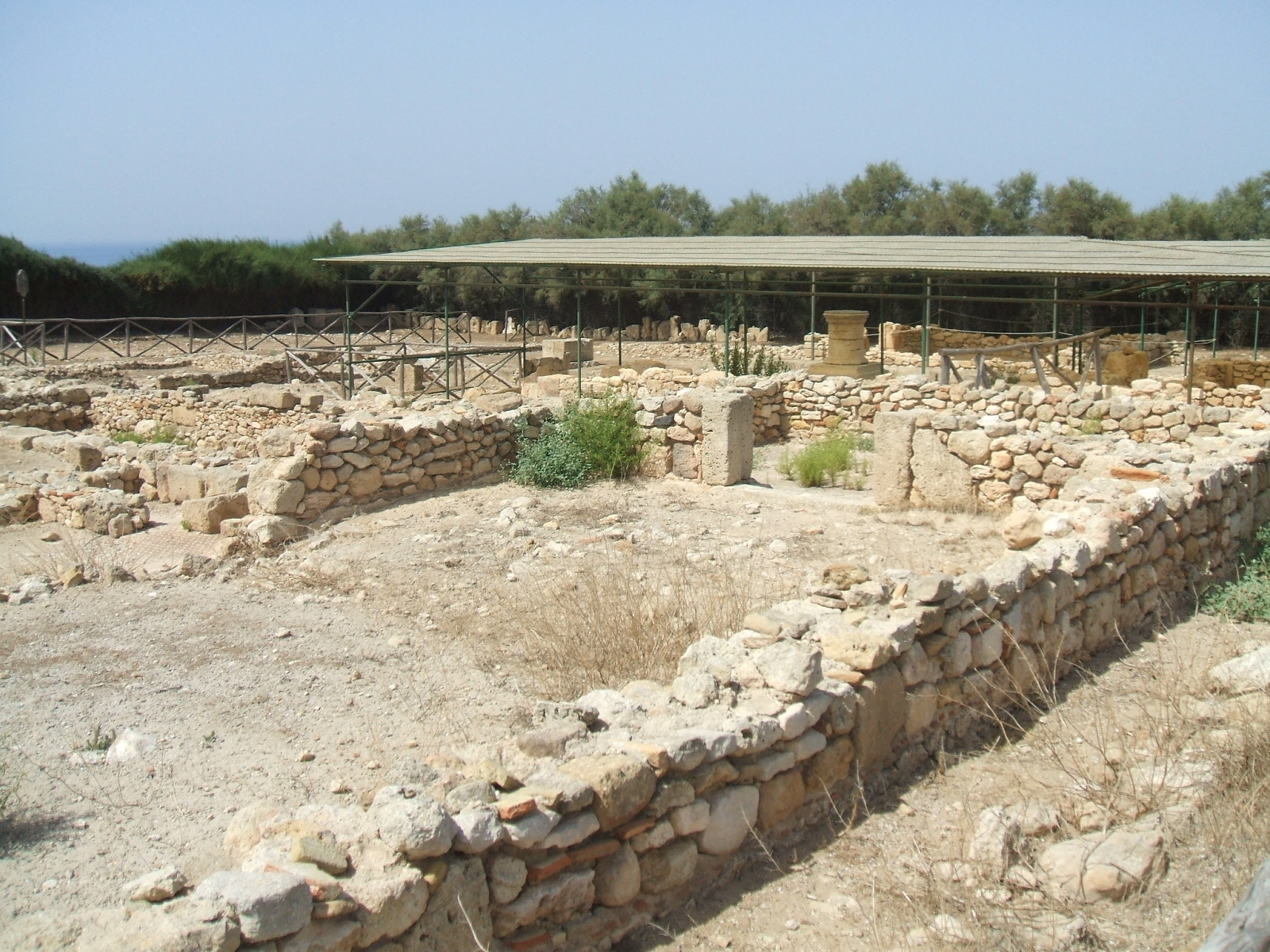
Arkeologisk utgrävning i Camarina.

Camarina är en antik stad på den italienska ön Siciliens sydkust, sydost om Gela (Terranova). Den grundades av syrakusaner 599 f.Kr., men förstördes av moderstaden 552 f.Kr.
Gelanerna grundade den dock på nytt 461 f.Kr. Enligt källorna skall den i allmänhet ha varit fientligt inställd till Syrakusa, men trots att den blev allierad med Aten 427 f.Kr. gav den hjälp åt Syrakusa 415-413 f.Kr. Den förstördes av karthagerna 405 f.Kr., återuppbyggdes av Timoleion 339 f.Kr. efter att ha övergivits av Dionysiosorden, men hamnade 258 f.Kr. i romarnas händer.
Stadens slutliga förstörelse inträffade 853 e.Kr. Platsen där den antika staden låg är omgiven av kraftigt skiftande sandkullar och avsaknaden av sten i närheten har lett till att den har använts som stenbrott, även av Terranovas invånare, så att ingenting nu syns ovan jord, förutom en del av en mur i ett Athenatempel och några husgrunder; delar av stadsmuren har spårats genom utgrävningar och stadens nekropolis har noga utforskats.
Strax innan karthagerna förstörde Camarina på 400-talet f.Kr. drabbades dess invånare av en mystisk sjukdom. Camarinaträsket hade skyddat staden från fientliga anfall norrifrån, men man antog att träsket var källan till den mysitiska sjukdomen och idén om att torrlägga träsket för att få slut på sjukdomen blev populär. (Bakterieteorin om sjukdomar låg flera årtusenden in i framtiden, men vissa associerade träsk med sjukdomar.) Stadens orakel konsulterades och det rådde ledarna att inte torrlägga träsket, utan att sjukdomen skulle försvinna med tiden. Men missnöjet var utbrett och ledarna valde att mot oraklets råd torrlägga träsket. När det väl hade torkat fanns det inget som hindrade karthagerna att anfalla. De gick över det just torrlagda träsket, förstörde staden och dödade alla dess invånare.
Historien om träsket berättas av den romerske geografen Strabon och även av Carl Sagan i Pale Blue Dot.